# Rubus austromoravicus
Rubus austromoravicus är en rosväxtart som beskrevs av J. Holub. Rubus austromoravicus ingår i släktet rubusar, och familjen rosväxter. Inga underarter finns listade i Catalogue of Life.